# Plate (bateau)
Pour les articles homonymes, voir Plate.
Batai, Lasse
La plate est un bateau ostréicole. On la rencontre en Bretagne, en Charente-Maritime, dans le bassin d'Arcachon.
La plate est aussi une barque à fond plat du marais poitevin, appelée aussi batai, ou lasse en Charente-Maritime.
On en trouve beaucoup dans le golfe du Morbihan avec environ 1 000 plates en bois recensées en 2006 car, de par son fond plat et sa robustesse, c'est un bateau idéal pour naviguer dans les eaux à hauts fonds.

## Plate ostréicole
Jadis, la plate était un petit canot, manœuvré à la voile ou à l'aviron, pour le déplacement et le transport dans les faibles profondeurs des bassins et des rivières ostréicoles.
De nos jours, la plate utilisée par les ostréiculteurs est généralement une barge à fond plat en aluminium, pour le transport des poches d'huîtres.

## Plate des maraîchins
La barque a été le seul moyen de transport dans ces multiples ramifications du marais poitevin, jusqu'à la construction de passerelles dans les années 1960, et de l'intensification du drainage.
La plate se manœuvre depuis l'arrière, soit à la rame (la pelle) quand elle est peu chargée, soit avec une perche (la pigouille). Elle a un avant large et un arrière très effilé, et un fond plat. Traditionnellement construite en bois, on en construit maintenant en résine.
Elle est utilisée pour toutes sortes d'activités : le transport de passagers, de matériels, et même pour du bétail. 

## Galerie

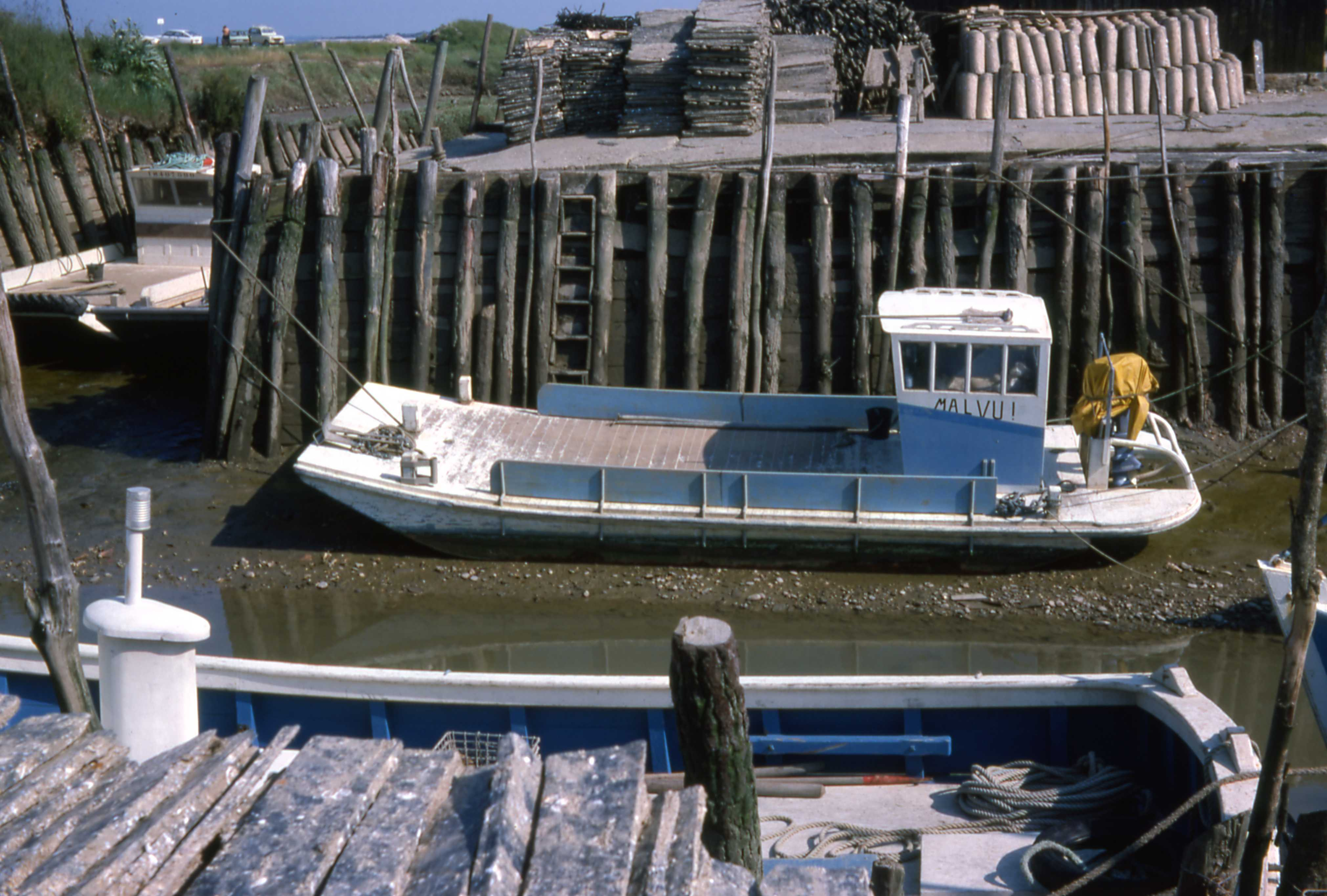
Bateau ostréïcole: une plate à marée basse (Ile d'Oléron).
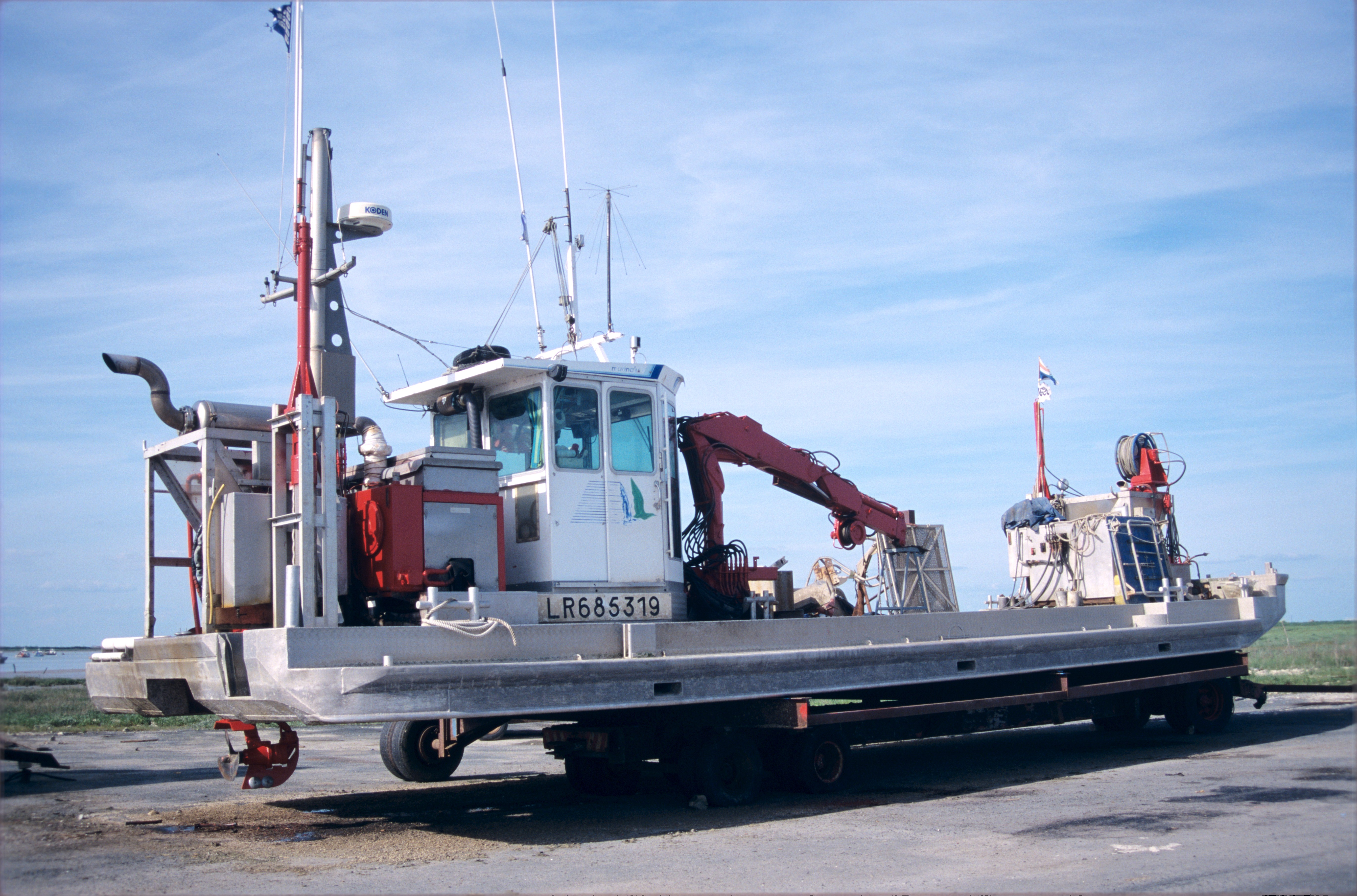
Un chaland mytilicole: une plate moderne sur chariot (Charron).